# Dżabal al-Dżajs
Dżabal al-Dżajs (ar. جبل الجيس) – góra znajdująca się na granicy Zjednoczonych Emiratów Arabskich i Omanu (muhafazat Musandam). Jej najwyższy punkt znajduje się w Omanie i sięga 1925 m n.p.m. Jednakże ok. 350 metrów na zachód od szczytu na stoku górskim znajduje się najwyżej położony, a zarazem nienazwany punkt Zjednoczonych Emiratów Arabskich (1910 m n.p.m.). Przypomina to sytuację Rysów, których nie-najwyższy szczyt stanowi najwyższy punkt Polski. Najwyższym szczytem, a nie punktem ZEA jest Dżabal Jibir (1527 m n.p.m.).